# Chiesa dei Santi Giovanni e Paolo (Ravenna)
La chiesa dei Santi Giovanni e Paolo, anche nota come chiesa degli Angeli Custodi, è un luogo di culto cattolico del centro storico di Ravenna.

## Storia

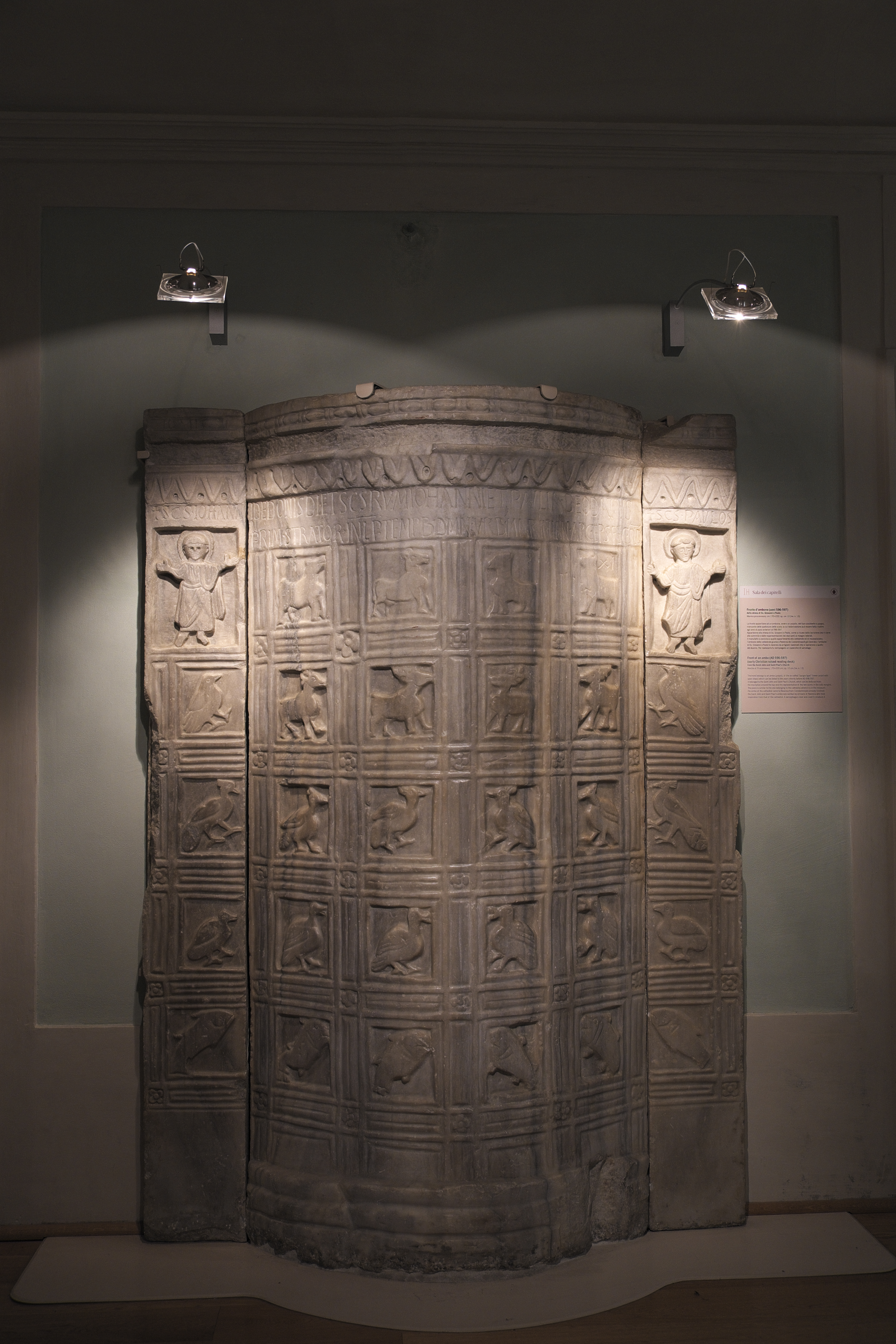
L'ambone marmoreo (VI-VII secolo), attualmente esposto presso il Museo arcivescovile di Ravenna.

L'attuale chiesa dei Santi Giovanni e Paolo sorge nello stesso luogo di un edificio di culto più antico, risalente al V-VI secolo. A tre navate, aveva orientamento inverso rispetto alla chiesa odierna, con l'abside sul lato dell'attuale facciata. Al suo interno, vi era un pregevole ambone marmoreo, costruito per volere del vescovo Mariniano (vescovo dal 595 al 606), consacrato nel 597 dal primo stratore dell'esarca Adeodato ed attualmente all'interno del museo arcivescovile.
Nel corso dei secoli, la chiesa venne rimpicciolita, arrivando a coprire solo una parte della navata centrale della chiesa antica. Nel 1671 si intraprese una restaurazione per volere del parroco Zavona: venne aperta una cappella laterale dipinta da Polidoro Montanari e dedicata all'Angelo custode, dove fu istituita la Confraternita degli Angeli Custodi, che diede il secondo nome alla chiesa.
L'edificio attuale è frutto di un restauro effettuato iniziato nel 1758 su progetto dell'architetto Domenico Barbiani nell'area della sola navata centrale della chiesa antica.
(Archivio storico Arcivescovile di Ravenna, Sacra Visita, serie seconda, prot. n.2, folio)
In seguito alla seconda guerra mondiale, furono necessari interventi di restauro al tetto, al pavimento e all'abside, avvenuti nel 1951.

## Descrizione

### Esterno
La chiesa dei Santi Giovanni e Paolo sorge all'incrocio tra via Cura e via Massimo d'Azeglio.
La facciata barocca, che prospetta su via Cura, è leggermente a salienti, con timpano circolare in corrispondenza della navata centrale. Il doppio cornicione è idealmente sorretto da quattro paraste tuscaniche, che alternano due finestre rettangolari cieche, ai lati, e, al centro, il portale, sormontato da un finestrone con timpano triangolare.
Alla destra della facciata, vi è il caratteristico campaniletto del IX secolo. Nella parte inferiore è a pianta quadrata, riutilizzando la muratura della preesistente chiesa. In quella superiore è a pianta circolare e completamente in mattoni a vista, in continuità con lo stile di quella sottostante. Nella parte superiore, si aprono tre ordini di finestre: sei monofore in quello inferiore, quattro bifore in quello di mezzo e quattro monofore in quello superiore (queste ultime ottenute delle preesistenti bifore in seguito ai restauri del 1770). L'intero campanile è alto 18,30 metri.

### Interno
L'interno della chiesa è a croce latina, con tre navate divise da colonne ioniche in stucco dipinte a finto marmo.
I due bracci del transetto, sono coperti con volta a botte come la navata centrale, e terminano con una cappella per lato. Nella cappella di sinistra, sopra un piedistallo ligneo, vi è una statua in cartapesta dipinta raffigurante l'Angelo custode, del XIX secolo; alle sue spalle, vi è una tela con lo stesso soggetto, del XVII secolo. Nella cappella di destra, invece, vi è il dipinto I Santi Martino di Tours e Rocco del 1668; la pala, che si riteneva opera di Francesco Scala, è stata recentemente attribuita ai pittori Gioacchino Muzzarelli e Pietro Ciomei, entrambi operanti a Ravenna nella seconda metà del XVII secolo. All'interno del dipinto, si apre una nicchia che accoglie un busto ligneo dipinto del XV secolo raffigurante la Madonna col Bambino.
In fondo alla navata centrale, vi è la piccola abside rettangolare, anch'essa con volta a botte. Lungo le pareti, vi sono degli affreschi con finte architetture, eseguiti da Cesare Pronti nel 1671. Sull'altare marmoreo, si trova il dipinto Madonna col Bambino fra gli angeli, coevo agli affreschi e anch'esso del Pronti.